# Ławeczka Paderewskiego w Ciężkowicach
Ławeczka Paderewskiego w Ciężkowicach – ławka pomnikowa zlokalizowana na Rynku w Ciężkowicach, z rzeźbą związanego z Ziemią Ciężkowicką Ignacego Jana Paderewskiego.

## Opis
Pomnik o nazwie „Ławeczka Paderewskiego” wykonany jako odlew z brązu autorstwa artystki Ewy Fleszar odzwierciedla naturalnej wielkości siedzącą postać I. J. Paderewskiego oraz fortepian. Na bocznej ścianie instrumentu widnieje inskrypcja „Wygrał Polskę na fortepianie”. Ławeczka dzięki specjalnemu mechanizmowi odtwarza menuet C-dur opus 14 nr 1 w stylu Mozarta uważany za najpopularniejszy w dorobku Paderewskiego. Nagranie pochodzi z 1937 w oryginalnym wykonaniu artysty.
Pomnik odsłonięto 3 maja 2018 dla uczczenia setnej rocznicy odzyskania przez Polskę niepodległości. 
Ignacy Jan Paderewski był w latach 1897–1903 właścicielem i mieszkańcem dworu w pobliskiej Kąśnej Dolnej. Obecnie funkcjonuje w nim Centrum Paderewskiego jako ośrodek koncertowy i miejsce pamięci oraz jego muzeum. Swoją obecność na ziemi ciężkowickiej zaznaczył wieloma donacjami. W Ciężkowicach założył oddział Ochotniczej Straży Pożarnej i odnowił stojącą w Rynku kapliczkę św. Floriana; współorganizował Kółko Rolnicze i zakład wikliniarski; wsparł finansowo budowę szkoły oraz remont kościoła parafialnego, dla którego ufundował dzwon św. Urban. W 1898 kupił w Rynku kamienicę i utworzył w niej Kasyno-Klub Inteligencji Obywatelskiej. W stronę tej kamienicy zwrócony jest pomnik. W Kąśnej sfinansował budowę ochronki i wsparł budowę szkoły i remont kościoła, a w Jastrzębi pomógł w remoncie kościoła.